# Turkish-Airlines-Flug 1951
Am 25. Februar 2009 verunglückte eine Boeing 737-800 auf dem Turkish-Airlines-Flug 1951 im Landeanflug auf den Flughafen Schiphol. Die Unfallstelle liegt etwa 1500 Meter nördlich des Aufsetzpunktes der Landebahn 18R, westlich von Zwanenburg unweit des Autobahnkreuzes Rottepolderplein, der Verbindung der A9 mit der A5. Das Flugzeug zerbrach in drei Teile, fing aber kein Feuer. Der Unfall forderte 9 Tote und 120 Verletzte (in den ersten Berichten wurden 86 Verletzte gemeldet). Da die Bahn 18R/36L den Namen Polderbaan trägt, erlangte der Unfall den Beinamen Poldercrash.

## Flugverlauf
Die Boeing 737-800 war um 8:22 Uhr Ortszeit (6:22 Uhr UTC) vom Atatürk-Flughafen in Istanbul gestartet. Die Landung war gegen 10:40 Uhr Ortszeit (9:40 Uhr UTC) auf dem niederländischen Flughafen Schiphol bei Amsterdam geplant. Während des Landeanflugs bei normalen Wetterverhältnissen stürzte die Boeing mit 135 Menschen an Bord auf einen Acker bei Haarlemmermeer. Die Absturzstelle liegt 150 Meter vor der Autobahn Rijksweg 9, 1500 Meter von der Landebahn 18R entfernt.

## Flugzeug
Die Boeing 737-8F2 (Kennzeichen: TC-JGE, Fabriknummer: 29789) absolvierte am 24. Januar 2002 ihren Erstflug und war mit zwei Triebwerken vom Typ CFM56-7B26 ausgestattet. Die Maschine hatte erst wenige Tage zuvor, am 19. Februar 2009, ihren letzten A-Check durchlaufen. Im Oktober 2008 war der letzte C-Check mit einer detaillierten Inspektion aller Systeme und der Flugzeugstruktur erfolgt. Das Flugzeug trug den Namen Tekirdağ.

## Rettungsmaßnahmen

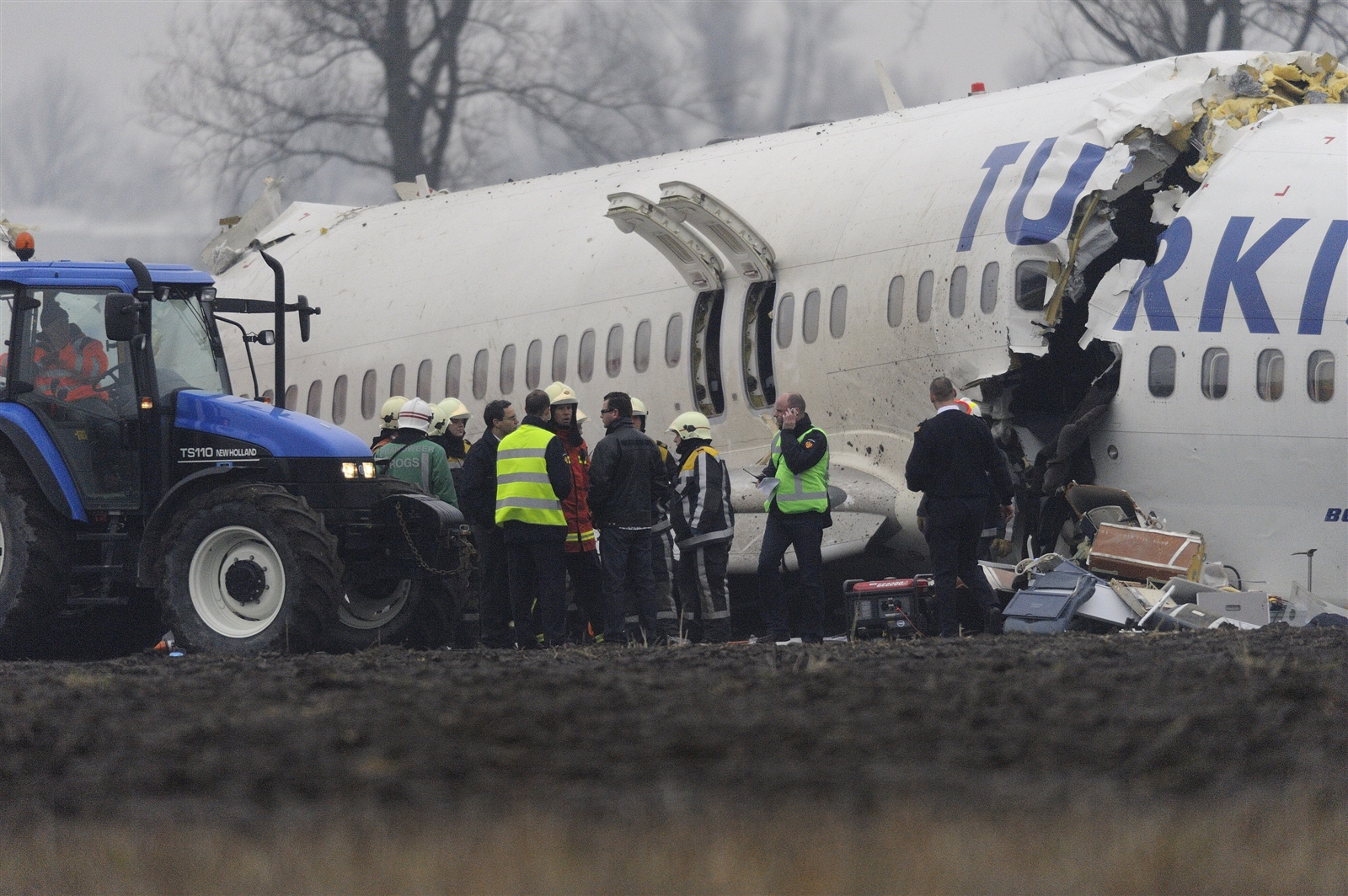
Rettungseinheiten am Wrack

Lage der Landebahnen in Schiphol und Absturzort (mit ★ markiert)

Die Maschine zerbrach nach dem Aufsetzen auf dem Acker in drei Teile, fing jedoch kein Feuer. Dieser Umstand erleichterte erheblich die Rettungs- und Bergungsmaßnahmen. Nur wenige Minuten nach dem Unfall trafen die von Augenzeugen alarmierten Rettungskräfte am Unfallort ein. Mittels Spezialgerätschaften wurden die Menschen aus den Trümmern gerettet. Neun Menschen (fünf türkische und vier US-amerikanische Staatsbürger) überlebten den Unfall jedoch nicht, darunter auch die drei Piloten – der Flugkapitän, der Erste Offizier und ein Pilot in Ausbildung, die von der Instrumententafel erschlagen wurden. Die verletzten Menschen wurden in die umliegenden Krankenhäuser in Amsterdam, Hoofddorp und Haarlem gebracht, elf davon in kritischem Zustand.
Die Autobahn 9 wurde zwischen Amstelveen und Alkmaar in beide Richtungen gesperrt. Der Flugbetrieb auf dem Flughafen Schiphol wurde vorübergehend eingestellt, ankommende Flugzeuge wurden unter anderem zum Flughafen Rotterdam umgeleitet.

## Unfallursache
Der Abschlussbericht der Untersuchungskommission stellte fest, dass ein defekter Funkhöhenmesser der Auslöser für den Unfall war. Einer der Funkhöhenmesser zeigte im Landeanflug eine Höhe von −8 Fuß (−2,5 Meter) an, obwohl sich die Maschine in einer Höhe von etwa 2000 Fuß (600 Meter) befand. Das System für die automatische Flugregelung (Autoflight System) ging daher davon aus, dass das Aufsetzen auf der Landebahn unmittelbar bevorstehe, und reduzierte die Triebwerksleistung. Die Piloten wussten von der fehlerhaften Anzeige, waren sich der Auswirkung auf die automatische Schubregelung (Autothrottle) und den Autopiloten aber offensichtlich nicht bewusst. Der reduzierte Triebwerksschub führte zu einer zu niedrigen Geschwindigkeit. Da sich das Flugzeug für einen ILS-Anflug zu hoch befand, war es ohnehin notwendig, schnell an Höhe zu verlieren; daher bemerkten die Piloten erst 100 Sekunden später, dass sie zu viel Geschwindigkeit verloren hatten und mit Vollgas reagieren mussten. Allerdings wurden weder die automatische Schubregelung noch der Autopilot deaktiviert, sodass die Schubregelung das Gas daraufhin wieder zurück auf Leerlauf (Idle) nahm. Diesen Fehler bemerkten die Piloten 6 Sekunden später und gaben erneut Vollschub – diesmal mit korrekt ausgeschaltetem Autopiloten/Autothrottle – allerdings zu spät.
Es kam zum Strömungsabriss (stall), d. h. das Flugzeug fiel wie ein Stein herunter.

## Verfilmung
- Mayday – Alarm im Cockpit Staffel 10, Episode 6: Absturz vor Amsterdam / Who's in control? (Originaltitel)

## Ähnlicher Zwischenfall
Auf dem Indian-Airlines-Flug 605 vom 14. Februar 1990 sank ein Airbus A320-200 der Indian Airlines wegen einer Fehlangabe durch den Autopiloten im Leerlauf vor der Landebahn des HAL Bangalore Airport zu tief herab. Auf diesem Flug wurde die Maschine ins Gelände gesteuert, da die Piloten die gefährliche Situation zu spät erkannten und den Aufprall zu diesem Zeitpunkt nicht mehr abwenden konnten.